# U Lifestyle
U Lifestyle生活網站是香港一個綜合生活資訊平台，為香港經濟日報旗下網站成員之一。
該平台旗下涵蓋不同性質及生活類型的頻道，包括：優惠著數、好去處、旅遊、美食、女生、科技、健康等等的生活相關資訊。U Lifestyle APP亦於2018年推出，此應用程式綜合不同網站內容及影片節目，包括港生活、U Travel、U Food、U Beauty、U Blog、ezone.hk、U Magazine，以及會員積分計劃U Jetso，供會員免費換領優惠、禮品以及參加送禮或試食試用活動。詳情 （页面存档备份，存于）

## 歷史
- 在融合各頻道網站後，U Lifestyle於2014年6月1日正式開始運作。U Lifestyle APP亦於2018年正式推出。
- 全新U Community 《社群》 （页面存档备份，存于）專區於2021年12月6日正式推出，是一個讓內容創作者分享生活日常點滴、城中熱話的互動平台。用戶可按主題在U Community 《社群》上傳圖文及短影片，亦可追蹤喜歡的內容創作者，留言及點讚以作交流。
- U Community 《社群》增設圖片編輯功能，提供多種濾鏡效果、貼圖，方便創作者潤飾圖片。
- 2024年4月1日起，U Community 《社群》推出「創作有價企劃」 （页面存档备份，存于），鼓勵創作者藉優質內容變現。

## 旗下網路頻道
- UHK港生活 （页面存档备份，存于）
  - 香港生活資訊頻道，於2014年9月25日成立並成為U Lifestyle旗下網路頻道。主打本地有趣玩樂活動好去處，發掘室內戶外地方好介紹，全城熱話新角度，香港周圍遊路線及主題精選；任何香港輕鬆玩樂出動!
- U Travel （页面存档备份，存于）
  - 旅遊資訊頻道，於2008年10月成立，2014年6月1日起成為U Lifestyle旗下網路頻道。主打全球景點搜尋引擎、各地最新旅遊玩樂資訊、世界各地機票及酒店情報、各國遊記及行程路線分享、旅行團及自由行套票搜索。
- U Beauty （页面存档备份，存于）
  - 美容資訊頻道，於2010年4月成立，2014年6月1日起成為U Lifestyle旗下網路頻道。主打港日韓最新美妝及潮流資訊、編輯試用及新品開箱、產品資料庫、試用心得、會員專享活動等。
- U Food （页面存档备份，存于）
  - 飲食資訊頻道，於2008年12月成立，2014年6月1日起成為U Lifestyle旗下網路頻道。主打全城人氣食肆、話題美食、搵食攻略、潮爆零食、美食開箱、懶人廚房、會員專享活動等。
- U Blog （页面存档备份，存于）
  - 博客頻道，於2014年6月12日成立並成為U Lifestyle旗下網路頻道。生活博客內容包括玩樂、旅遊、美妝、美食等，以及定時舉辦免費試玩試用體驗及送禮活動。
- Mall王
  - 商場資訊頻道，於2012年3月21日成立，2014年6月1日起成為U Lifestyle旗下網路頻道。
- U Community 社群 （页面存档备份，存于）
  - 於2021年12月6日正式推出，集旅遊、美食、打卡玩樂等多元化主題，是一個讓內容創作者分享生活日常點滴、城中熱話的互動平台。主打旅遊美食攻略，迎合港人的出遊需求。

## 外部連結
- U Lifestyle 網站 （页面存档备份，存于）
- U Lifestyle Facebook專頁 （页面存档备份，存于）
- U Lifestyle App－App Store應用程式 （页面存档备份，存于）
- U Lifestyle App－Google Play應用程式 （页面存档备份，存于）
- UHK Facebook （页面存档备份，存于）
- UHK Instagram （页面存档备份，存于）
- U Travel Facebook （页面存档备份，存于）
- U Travel Instagram （页面存档备份，存于）
- U Food Facebook （页面存档备份，存于）
- U Food Instagram
- U Beauty Facebook （页面存档备份，存于）
- U Beauty Instagram （页面存档备份，存于）
- U Blog Facebook
- U Blog Instagram
- U Community 社群 （页面存档备份，存于）